# 竹内久美子
竹内 久美子（たけうち くみこ、1956年〈昭和31年〉 - ）は、日本のエッセイスト、動物行動学研究家。産経新聞正論メンバー。

## 略歴
愛知県生まれ。1974年（昭和49年）愛知県立旭丘高校普通科卒業、1979年（昭和54年）京都大学理学部卒。同大学大学院博士課程中退。京都大学大学院では日高敏隆教室に在籍し動物行動学を専攻。ツイッターのプロフィールで理学修士であると称している。

## 人物

### 作家活動
生物学者の伊藤嘉昭らは、竹内の一連の著作は理論の濫用だとして批判している。また、一部の著作はトンデモ本と批判されている。ただし、竹内自らトンデモ本とする著作もある。
宝島社の別冊宝島Real第43号『まれにみるバカ女　―社民系議員から人権侵害作家、芸なし芸能人まで！―』（2003年）でバッシングされていた。
2020年4月から産経新聞「正論」メンバー。

### 文化マルクス主義陰謀論
2022年12月7日に掲載された『産経新聞』のコラムで、東京工業大学が2024年度の入試から取り入れる女子枠を批判している。東工大のホームページに記載された「多様性」「包摂性」「公平性」といった言葉について、「左翼用語がこれでもかと展開されていく」と論じ、これらの言葉は「一見もっともらしいし、人畜無害に聞こえる」が、「文化マルクス主義」の理論の中に見られるものであると主張。LGBTなどの社会の少数派を利用し、ポリコレなどを利用し多数派との間に対立を引き起こし、資本主義を内側から弱体化させることによって革命を目指すものであると論じた。

### 睾丸決定論
『別冊正論31号 日本型リベラルの化けの皮』において「動物学で日本型リベラルを看ると　―睾丸が小さい男はなりやすい!!　政治から学界まで本能の為せるワザ―」と題して、睾丸のサイズによって日本人が「日本型リベラル」になるかどうかが左右されると主張した。また発売翌々日の産経新聞紙上でも同様の主張を繰り返した。さらにはWiLL2018年6月号においても川村二郎と共に「ハハン、だから朝日はタマなしなんだナ」なる文章を書いた。
竹内の定義によれば、「日本型リベラル」とは「共産主義、社会主義が失敗に終わり、所詮は絵空事でしかなかったと判明した今でも、その思想にしがみついている人々。日本に特有の存在」である。日本には「日本型リベラル」が多いとする竹内は、その理由は「それはまず日本人の男が、欧米やアフリカ系の男と比べ、男性ホルモンの代表格であり、男の魅力を演出する、テストステロンのレベルが一般的に低いため、普通は彼らほどには男としての魅力がないからではないだろうか」としている。つまり竹内によれば「日本人の男は睾丸サイズの小ささという点においてそもそも、これらの思想に惹かれやすい要素を持っていると言える」のである。
さらに竹内によれば「共産主義、社会主義とは要は女にモテない男にとって、このうえなく心地よい響きを放つ存在なのではないだろうか」ということだが、それは「自分は稼ぎが多くない。稼ぎのいい男が女にモテるのはけしからん。自分は男としての魅力に欠け、女が寄り付かない。こういう自分にも「平等」に女を分け与えよ！」という主張だからであり、すなわち「共産主義、社会主義は睾丸サイズの小さい、つまり女にモテない男にフィットした思想であ」る。なお稼ぎと睾丸のサイズ、またはテストステロンの血中濃度の因果関係または相関関係に対する言及は、産経新聞紙上のコラム中にはない。
また「世界的にも珍しい、日本型リベラルという勢力の核となりやすくなって」いる「睾丸が小さく、浮気などせず、ひたすら妻と子にエネルギーを注ぐタイプ」の男たちは、「睾丸の小さい男は子の世話をよくし、イクメン度が高い」とも主張しているが、それを裏付ける量的または質的データ、または典拠は示されていない。
「左翼の「男女平等」論はモテない輩の嫉妬」だという（『ウエストがくびれた女は――』、帯より）。
なお産経紙上コラムでは、竹内はあくまで「私が長年学んできている、動物行動学、進化生物学の分野」と書いており、「研究してきている」とは書いていない。

### 少子化対策
月刊WiLL2023年3月号のP288-P297で赤川学との対談記事『異次元の少子化対策　キメテは性交二日前のダム放出』で少子化対策を語っている ダム放出にはオナニーと振り仮名がつけられていた。

## 著作
- 『そんなバカな!　―遺伝子と神について―』文藝春秋 1991年 のち文庫
- 『賭博と国家と男と女』日本経済新聞社1992年  のち文春文庫
- 『小さな悪魔の背中の窪み　―血液型・病気・恋愛の真実―』新潮社 1994年 のち文庫（と学会の著書「トンデモ本の世界」で紹介されている）
- 『パラサイト日本人論　―ウイルスが作った日本人のこころ―』文藝春秋 1995年 のち文庫
- 『BC!な話　―あなたの知らない精子競争―』新潮社 1997年 のち文庫
- 『シンメトリーな男』新潮社 2000年、のち新潮文庫、文春文庫
- 『草食男子0.95の壁 動物行動学的オトコ選び』文藝春秋 2010年
- 『女は男の指を見る』新潮新書 2010年
- 『同性愛の謎　―なぜクラスに一人いるのか―』文春新書 2012年
- 『本当は怖い動物の子育て』新潮新書 2013年
- 『指からわかる男の能力と病』講談社+α新書 2013年
- 『騙し合いの法則　生き抜くための「自己防衛術」』講談社 2014年
- 『ウソばっかり! 人間と遺伝子の本当の話』ワニブックス 2018年 
改題『世の中、ウソばっかり！　理性はわがままな遺伝子に勝てない』PHP文庫 2021年
- 『フレディ・マーキュリーの恋　性と心のパラドックス』文春新書 2019年
- 『動物が教えてくれるLOVE戦略』ビジネス社 2020年
- 『悪のいきもの図鑑』平凡社 2020年。もじゃクッキー：イラスト
- 『66歳、動物行動学研究家。ようやく「自分」という動物のことがわかってきた』ワニブックス 2022年
- 『皇室論　なぜ天皇は男系でなければならないのか』方丈社 2025年
- 『「男と女」は、どこまで「オスとメス」か』かや書房 2025年

WAC刊行シリーズ
- 『ウエストがくびれた女は、男心をお見通し　―動物学から見た男と女』ワック 2021年、各・新書版
- 『女はよい匂いのする男を選ぶ! なぜ　―動物行動学で語る“男と女”』ワック 2022年
- 『なぜモテるのか、さっぱりわからない男がやたらモテるワケ　―動物行動学で語る“男と女”』ワック 2023年
- 『女が男を誘いたいとき　―動物行動学で語る“男と女”』ワック 2024年

「遺伝子が解く！」シリーズ（「私が、答えます」シリーズを統合）
- 『私が、答えます　―動物行動学でギモン解決!―』2001年 文藝春秋（以下も）
改題『遺伝子が解く! 男の指のひみつ』2004年 文春文庫（以下も）
- 『小顔・小アゴ・プルプル唇　―「私が、答えます」2』2002年 
改題『遺伝子が解く! 女の唇のひみつ』2005年
- 『遺伝子が解く! 愛と性の「なぜ」』2003年 文藝春秋 のち文庫
- 『遺伝子が解く! アタマはスローな方がいい!?』2005年 文藝春秋 のち文庫
- 『遺伝子が解く! 万世一系のひみつ』2006年 文藝春秋 のち文庫
- 『千鶴子には見えていた!　―透視は、あっても不思議はない―』2007年 
改題『遺伝子が解く! その愛は、損か、得か』2010年
- 『ドコバラ! ―シワの多いイケメン、大食い、美人薄命の謎―』2008年 
改題『遺伝子が解く! 美人の身体』2011年

「進化論」シリーズ
- 『浮気人類進化論　―きびしい社会といいかげんな社会―』1988年 晶文社 のち文春文庫
- 『男と女の進化論　―すべては勘違いから始まった―』1991年 新潮社 のち新潮文庫
- 『三人目の子にご用心!　―男は睾丸、女は産み分け―』1998年 文藝春秋
改題『浮気で産みたい女たち　―新展開! 浮気人類進化論―』2001年 文春文庫

### 訳書
- 『農業は人類の原罪である』コリン・タッジ 新潮社、2002
- 『シンデレラがいじめられる本当の理由』マーティン・デイリー＆マーゴ・ウィルソン 新潮社、2002
- 『生物は体のかたちを自分で決める』ジョン・メイナード＝スミス 新潮社、2002
- 『現実的な左翼に進化する』ピーター・シンガー 新潮社、2003
- 『女より男の給料が高いわけ』キングスレー・ブラウン　新潮社、2003
- 『寿命を決める社会のオキテ』リチャード・ウィルキンソン 新潮社、2004
- 『女だけが楽しむ「ポルノ」の秘密』キャスリン・サーモン＆ドナルド・サイモンズ 新潮社、2004

### 共著
- 日高敏隆共著『ワニはいかにして愛を語り合うか ―動物たちのコミュニケーション』PHP研究所 1986年 のち新潮文庫
- 日高敏隆共著『もっとウソを!　―男と女の科学の悦楽』文藝春秋 1997年 のち文春文庫
- 佐藤優共著『佐藤優さん、神は本当に存在するのですか？　―宗教と科学のガチンコ対談』文藝春秋 2016年
- 川村二郎共著『「浮気」を「不倫」と呼ぶな ―動物行動学で見た「日本型リベラル」考』ワック 2018年

その他
- 『［復刻版］国民礼法』（礼法教育研究会）ハート出版 2022年、解説担当